# Nueva Concepción (Salvador)
Nueva Concepción est une municipalité située dans le département de Chalatenango au Salvador.
Située en amont du grand barrage hydroélectrique de Cerrón Grande établi sur le cours moyen du río Lempa, Nueva Concepción est la deuxième municipalité la plus peuplée de son département après la capitale départementale, Chalatenango.